# Love Story (Yelawolf)
Love Story è il secondo album in studio del rapper statunitense Yelawolf, pubblicato nell'aprile 2015.

## Tracce
1. Outer Space – 4:01
2. Change – 3:12
3. American You – 3:32
4. Whiskey in a Bottle – 4:08
5. Ball and Chain – 1:35
6. Till It's Gone – 4:35
7. Devil in My Veins – 3:58
8. Best Friend (featuring Eminem) – 5:14
9. Empty Bottles – 4:17
10. Heartbreak – 4:25
11. Tennessee Love – 4:54
12. Box Chevy V – 3:29
13. Love Story – 4:13
14. Johnny Cash – 4:45
15. Have a Great Flight – 5:03
16. Sky's the Limit – 4:28
17. Disappear – 5:14
18. Fiddle Me This – 3:45

## Classifiche
| Classifica (2015) | Posizione raggiunta |
| ----------------- | ------------------- |
| Regno Unito       | 25                  |
| Stati Uniti       | 3                   |